# Tokunosia tenuipes
Tokunosia tenuipes is een hooiwagen uit de familie Epedanidae.